# Las Tunas
Las Tunas és un antic assentament al Comtat de Los Angeles, Califòrnia, Estats Units. Estava prop de Topanga (Califòrnia).